# Canthidium nitidum
Canthidium nitidum är en skalbaggsart som beskrevs av Blanchard 1846. Canthidium nitidum ingår i släktet Canthidium och familjen bladhorningar. Inga underarter finns listade.